# Brian Fitzgerald
Brian Fitzgerald (* 22. März 1947 im County Meath) ist ein früherer irischer Politiker (bis 1999: Labour Party). Er war von 1992 bis 1997 Teachta Dála (Abgeordneter) im Dáil Éireann.
Fitzgerald war als Gewerkschaftssekretär bei der SIPTU tätig. Bei den Wahlen zum Dáil Éireann im November 1982 versuchte er erstmals, ohne Erfolg, für die Irish Labour Party im Wahlkreis Meath einen Sitz zu erringen. Auch der Versuch bei den Wahlen 1989 misslang. Erst bei den Wahlen 1992 konnte er einen Sitz erringen, den er jedoch bei den nachfolgenden Wahlen 1997 wieder verlor. Als entschiedener Gegner des Beitritts der Democratic Left zur Labour Party trat er 1999 aus. Noch im gleichen Jahr wurde als unabhängiger Kandidat in den Meath County Council gewählt. Diesen Sitz konnte er halten. 
Die zwischenzeitlichen Versuche, 2002 und 2007 einen Sitz im Dáil Éireann zu erringen, scheiterten.